# Campionati europei di atletica leggera indoor 2023 - 60 metri piani femminili
La gara dei 60 metri piani femminili ai campionati europei di atletica leggera indoor di Istanbul 2023 si è svolta il 3 marzo 2023 presso l'Ataköy Athletics Arena.

## Podio
| Pos.    | Atleta            | Nazionalità   |
| ------- | ----------------- | ------------- |
| Oro     | Mujinga Kambundji | Svizzera      |
| Argento | Ewa Swoboda       | Polonia       |
| Bronzo  | Daryll Neita      | Gran Bretagna |

## Record
| Record                | Record          | Record | Record         | Record           |
| --------------------- | --------------- | ------ | -------------- | ---------------- |
| Record mondiale       | Irina Privalova | 6"92   | Madrid, Spagna | 11 febbraio 1993 |
| Record europeo        | Irina Privalova | 6"92   | Madrid, Spagna | 11 febbraio 1993 |
| Record dei campionati | Nelli Cooman    | 7"00   | Madrid, Spagna | 23 febbraio 1986 |

## Programma
| Data         | Ora   | Turno      |
| ------------ | ----- | ---------- |
| 3 marzo 2023 | 12:05 | Batterie   |
| 3 marzo 2023 | 19:05 | Semifinali |
| 3 marzo 2023 | 21:45 | Finale     |

## Risultati

### Batterie
Si qualificano alle semifinali le prime quattro classificate di ogni batteria (Q) e le ulteriori quattro atlete più veloci (q).
| Pos. | Batt. | Atleta                         | Nazione       | Tempo | Note                                     |
| ---- | ----- | ------------------------------ | ------------- | ----- | ---------------------------------------- |
| 1    | 1     | Ewa Swoboda                    | Polonia       | 7"11  | Q                                        |
| 2    | 2     | Daryll Neita                   | Gran Bretagna | 7"14  | Q                                        |
| 3    | 4     | Mujinga Kambundji              | Svizzera      | 7"18  | Q                                        |
| 4    | 1     | Rani Rosius                    | Belgio        | 7"22  | (.218) Q                                 |
| 5    | 4     | Delphine Nkansa                | Belgio        | 7"22  | (.219) Q                                 |
| 6    | 5     | Arialis Martinez               | Portogallo    | 7"24  | (.235) Q                                 |
| 7    | 2     | Alexandra Burghardt            | Germania      | 7"24  | (.240) Q                                 |
| 8    | 1     | Polyniki Emmanouilidou         | Grecia        | 7"26  | (.256) Q                                 |
| 9    | 3     | Patrizia Van Der Weken         | Lussemburgo   | 7"26  | (.259) Q                                 |
| 10   | 5     | Melissa Gutscmidt              | Svizzera      | 7"27  | Q                                        |
| 11   | 3     | Jaël Bestué                    | Spagna        | 7"30  | (.292) Q                                 |
| 12   | 4     | Rosalina Santos                | Portogallo    | 7"30  | (.298) Q                                 |
| 13   | 1     | Sarah Atcho                    | Svizzera      | 7"30  | (.300) Q                                 |
| 14   | 3     | Õilme Võro                     | Estonia       | 7"31  | (.308) Q                                 |
| 15   | 5     | Lisa Mayer                     | Germania      | 7"31  | (.309) Q                                 |
| 16   | 2     | Olivia Fotopoulou              | Cipro         | 7"32  | (.315) Q                                 |
| 17   | 2     | Lorène Bazolo                  | Portogallo    | 7"32  | (.319) Q                                 |
| 18   | 3     | Magdalena Stefanowicz          | Polonia       | 7"32  | (.320) Q                                 |
| 19   | 5     | Julia Henriksson               | Svezia        | 7"33  | q                                        |
| 20   | 4     | Irene Siragusa                 | Italia        | 7"35  | Q                                        |
| 21   | 5     | Asha Philip                    | Gran Bretagna | 7"36  | (.357) Q                                 |
| 22   | 1     | Anna Bongiorni                 | Italia        | 7"36  | (.358) q                                 |
| 23   | 3     | N'Ketia Seedo                  | Paesi Bassi   | 7"37  | q                                        |
| 24   | 2     | Martyna Kotwiła                | Polonia       | 7"38  | q                                        |
| 25   | 5     | Gloria Hooper                  | Italia        | 7"39  |                                          |
| 26   | 4     | Joan Healy                     | Irlanda       | 7"41  |                                          |
| 27   | 5     | Milana Tirnanić                | Serbia        | 7"42  | (.412)                                   |
| 28   | 5     | Boglárka Takács                | Ungheria      | 7"42  | (.417)                                   |
| 29   | 2     | Rafailia Spanoudaki-Chatziriga | Grecia        | 7"43  |                                          |
| 30   | 4     | Magdalena Lindner              | Austria       | 7"44  |                                          |
| 31   | 3     | Jusztina Csóti                 | Austria       | 7"45  |                                          |
| 32   | 2     | Viktória Forster               | Slovacchia    | 7"51  |                                          |
| 33   | 1     | Anna Pursiainen                | Finlandia     | 7"52  |                                          |
| 34   | 4     | Guðbjörg Bjarnadóttir          | Islanda       | 7"56  |                                          |
| 35   | 3     | Alessandra Gasparelli          | San Marino    | 7"63  |                                          |
| 36   | 5     | Carla Scicluna                 | Malta         | 7"72  | Miglior prestazione personale stagionale |
| 37   | 5     | Charlotte Afriat               | Monaco        | 8"13  |                                          |

### Semifinali
Si qualificano alla finale le prime due atlete di ogni semifinale (Q) e le ulteriori due atlete più veloci (q).
| Pos. | Semi | Atleta                 | Nazione       | Tempo | Note     |
| ---- | ---- | ---------------------- | ------------- | ----- | -------- |
| 1    | 3    | Mujinga Kambundji      | Svizzera      | 7"05  | Q        |
| 2    | 2    | Daryll Neita           | Gran Bretagna | 7"07  | Q        |
| 3    | 1    | Ewa Swoboda            | Polonia       | 7"10  | Q        |
| 4    | 1    | Rani Rosius            | Belgio        | 7"16  | Q        |
| 5    | 3    | Delphine Nkansa        | Belgio        | 7"22  | Q        |
| 6    | 2    | Alexandra Burghardt    | Germania      | 7"23  | (.222) Q |
| 7    | 3    | Jaël Bestué            | Spagna        | 7"23  | (.229) q |
| 8    | 3    | Arialis Martinez       | Portogallo    | 7"24  | q        |
| 9    | 2    | Sarah Atcho            | Svizzera      | 7"26  |          |
| 10   | 2    | Patrizia van der Weken | Lussemburgo   | 7"27  | (.264)   |
| 10   | 3    | Lisa Mayer             | Germania      | 7"27  | (.264)   |
| 12   | 1    | Õilme Võro             | Estonia       | 7"29  | =        |
| 13   | 1    | Melissa Gutschmidt     | Svizzera      | 7"30  |          |
| 14   | 2    | N'Ketia Seedo          | Paesi Bassi   | 7"32  | (.315)   |
| 15   | 3    | Magdalena Stefanowicz  | Polonia       | 7"32  | (.319)   |
| 16   | 2    | Martyna Kotwiła        | Polonia       | 7"33  |          |
| 17   | 2    | Lorène Bazolo          | Portogallo    | 7"34  | (.332)   |
| 18   | 2    | Polyniki Emmanouilidou | Grecia        | 7"34  | (.334)   |
| 19   | 3    | Julia Henriksson       | Svezia        | 7"34  | (.336)   |
| 20   | 1    | Rosalina Santos        | Portogallo    | 7"35  | (.341)   |
| 21   | 1    | Asha Philip            | Gran Bretagna | 7"35  | (.348)   |
| 22   | 1    | Olivia Fotopoulou      | Cipro         | 7"36  |          |
| 23   | 1    | Irene Siragusa         | Italia        | 7"39  | (.383)   |
| 24   | 3    | Anna Bongiorni         | Italia        | 7"39  | (.388)   |

### Finale[3]
| Pos.    | Corsia | Atleta              | Nazione       | Tempo | Note                          |
| ------- | ------ | ------------------- | ------------- | ----- | ----------------------------- |
| Oro     | 4      | Mujinga Kambundji   | Svizzera      | 7"00  | =                             |
| Argento | 6      | Ewa Swoboda         | Polonia       | 7"09  | =                             |
| Bronzo  | 3      | Daryll Neita        | Gran Bretagna | 7"12  |                               |
| 4       | 5      | Rani Rosius         | Belgio        | 7"15  | Miglior prestazione personale |
| 5       | 2      | Arialis Martinez    | Portogallo    | 7"17  | =                             |
| 6       | 8      | Delphine Nkansa     | Belgio        | 7"19  | Miglior prestazione personale |
| 7       | 7      | Alexandra Burghardt | Germania      | 7"24  |                               |
| 8       | 1      | Jaël Bestué         | Spagna        | 7"28  |                               |